# 장시영
장시영(張時榮, 2002년 3월 31일~)는 대한민국의 축구 선수로, 포지션은 오른쪽 윙어, 오른쪽 풀백, 왼쪽 윙어다. 현재 K리그2 부천 FC 1995 소속이다.

## 수상

### 구단

#### 울산 HD FC
- K리그 우승 2회  (2023, 2024)